# Sibyle Veil

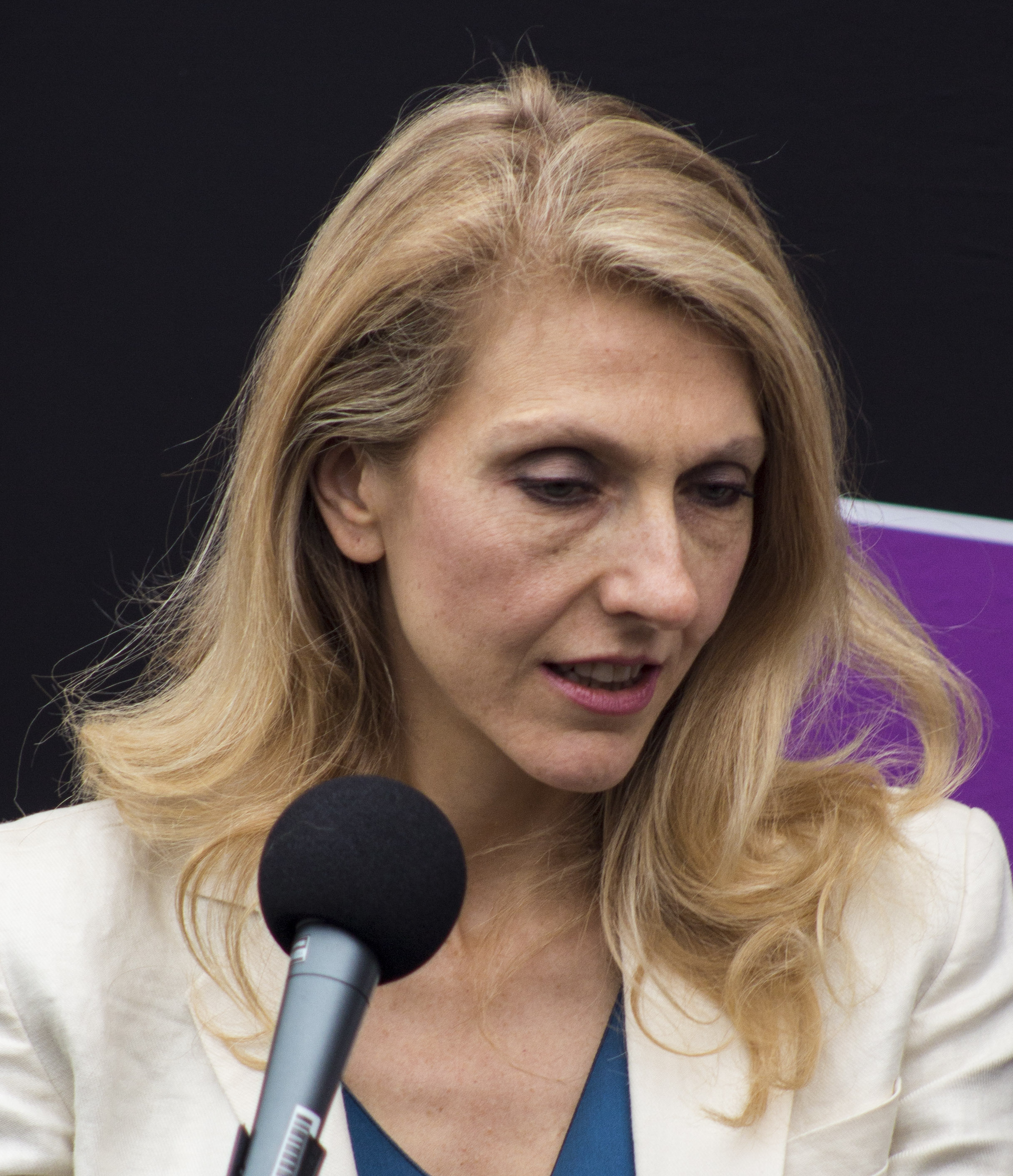
Sibyle Veil, 2018

Sibyle Veil (* 26. September 1977 in Langres, Département Haute-Marne als Sibyle Petitjean) ist eine französische Politikwissenschaftlerin. Sie ist Präsidentin und Generaldirektorin (PDG) von Radio France.

## Leben

### Privatleben
Der Vater von Sibyle Veil ist Ingenieur, ihre Mutter Psychologin. Sie verbrachte einen großen Teil ihrer Jugend in Dijon. Im Jahr 2006 heiratete sie Sébastien Veil, den Enkel von Simone Veil. Sie haben drei Kinder.

### Studium
Sie ist Absolventin vom Institut d’études politiques de Paris, hat einen DEA in Politikwissenschaft und ist Absolventin des Jahrgangs 2004 der École nationale d’administration (ENA), u. a. an der Seite von Emmanuel Macron.

### Karriere im öffentlichen Dienst
Sie war eine der besten Absolventinnen der ENA-Abschlussprüfung und entschied sich für den le Conseil d’État. Dort arbeitete sie an der Reform des öffentlich-rechtlichen Rundfunks und kam mit Politikern wie Edouard Philippe in Kontakt.
Anlässlich des Präsidentschaftswahlkampfs 2007 engagierte sie sich an der Seite von Nicolas Sarkozy und beteiligte sich an seinen Überlegungen zu gesellschaftlichen Themen wie Umwelt, Gesundheit, Familienpolitik und Frauenfragen. Von 2007 bis 2010 war sie technische Beraterin im Kabinett des französischen Staatspräsidenten.
2010 trat sie in die Assistance publique – Hôpitaux de Paris (AP-HP) ein, wo sie an einem Programm zur Umgestaltung der 37 Krankenhäuser im angespannten Kontext der Krankenhausumstrukturierungen arbeitete.
Parallel dazu war sie Referentin am CNAM zum Thema Veränderungsmanagement und an der École nationale d’administration.

### Radio France
Sie wurde zu Radio France geholt, um Catherine Sueur nach dem Streik im Frühjahr 2015 zu ersetzen, und wurde dort zur stellvertretenden Direktorin mit Zuständigkeit für Betrieb und Finanzen ernannt. Am 12. April 2018 wurde sie zur Präsidentin und Generaldirektorin des Senders ernannt, nachdem Mathieu Gallet vom Conseil supérieur de l’audiovisuel (CSA) seines Amtes enthoben wurde. Ihr im Juni 2019 vorgestelltes strategisches Projekt Radio France 2022, das die Modernisierung der Berufe in Richtung Digitalisierung, die Schaffung von Podcasts oder eines jungen Angebots zum Ziel hat, zielt auch auf einen Sparplan in Höhe von 60 Millionen Euro ab.
Veil kündigt im November 2019 die Umsetzung eines Sparplans an, der den Abbau von 299 Stellen bei Radio France vorsieht. Gegen diesen Plan wird von den Beschäftigten ein Streik initiiert. Aus Protest gegen den Sparplan unterbricht der Chœur de Radio France am 8. Januar 2020 Veils Neujahrsansprache mit Verdis Gefangenenchor.
Im Oktober 2020 schloss sie mit der privaten Audioplattform Deezer einen Vertrag über die Ausstrahlung von Podcasts des Senders, die bis dahin öffentlich über die Website des Senders verbreitet wurden, und gab an, die Ausstrahlung dieses öffentlich-rechtlichen Dienstes besser kontrollieren zu wollen.
Im Februar 2022 entschied sich Veil dafür, Adèle Van Reeth zur Leiterin von France Inter zu ernennen.
Nach einem Bericht des Senats, in dem vorgeschlagen wird, France Télévisions, Radio France, France Médias Monde (RFI und France 24) und das Institut national de l’audiovisuel (INA) ab 2025 in einer einzigen öffentlichen Gesellschaft mit dem Namen France Médias zusammenzulegen, erklärte Veil in einem Interview mit Le Figaro, dass sie diese Fusion nicht befürworte.
Im Dezember 2022 wurde Veil erneut zur Leiterin von Radio France ernannt.

## Engagement
Veil ist Mitglied des Jahrgangs 2018 des Young Leaders-Programms der France China Foundation.
Im April 2018 unterzeichnete sie das „Manifest gegen den neuen Antisemitismus“, das in Le Parisien erschien.

## Auszeichnungen
- 2020, Ritterin des französischen Verdienstordens Ordre national du Mérite.